# 大島寅吉
大島 寅吉（おおしま とらきち、1875年（明治8年）2月19日 - 1958年（昭和33年）6月1日）は、日本の実業家、政治家。衆議院議員。

## 経歴
新潟県刈羽郡生まれ。1896年（明治29年）7月、東京法学院（現・中央大学）を卒業。
帰郷してロシア領漁業に従事。その後、函館市会議員（当選4回）、北海道会議員（函館市選出、民政党所属、当選1回）、同参事会員、函館商工会議所議員、函館硫安会社社長、大島合名会社社長などを務めた。
1932年（昭和7年）2月、第18回衆議院議員総選挙で北海道第3区から立憲民政党所属で出馬して当選し、その後第21回総選挙まで連続4回の当選を果たした。この間、米内内閣・鉄道参与官を務めた。戦後、公職追放となった。追放解除後、第26回衆議院議員総選挙に改進党公認で旧北海道3区から立候補したが、落選した。1958年（昭和33年）6月1日午後0時20分、老衰のため函館市内の自宅で死去した。